# Mainpoint
Mainpoint ist eine deutsche Dark-Rock-Band aus Rostock.

## Geschichte
Die Band wurde 1996 als Dreierformation gegründet. Nach ihrer ersten Demo Zungenfleisch und ersten Liveauftritten schloss sich ihnen die Keyboarderin Silke an. Zuerst veröffentlichte man das Live-Album Our Live Pink Image und anschließend die EP Lost Senses. Mit Karsten fand sich kurz darauf ein zweiter Gitarrist, der sich der Band anschloss. Nachdem 2002 das zweite Album Heaven/Earth erschienen war, erfolgte ein Schlagzeugerwechsel und der Ausstieg eines Gitarristen. Ein Jahr später erschien das dritte Album Planet Paradise unter Dröönland Productions.
2006 begab man sich erneut ins Studio, diesmal wechselte die Band aber Produzent und Studio. Das vierte Album Under Water erschien 2007 über das selbstgegründete Independent-Label Dritte Wahl Records der Rostocker Band Dritte Wahl. Zudem stieß Ulf R. als neuer Leadgitarrist zu der Band.

## Diskografie

### Alben
- 1996: Our Live Pink Image (Live-Album)
- 2002: Heaven/Earth (Morbid Records/SPV)
- 2003: Planet Paradise (Dröönland Productions)
- 2007: Under Water (Dritte Wahl Records)
- 2012: Black Traveller (Dritte Wahl Records)

### Demos und EPs
- 1996: Zungenfleisch (Demo)
- 1997: Lost Senses (EP)
- 2011: Down (EP, Dritte Wahl Records)